# مرافقة اللاعب

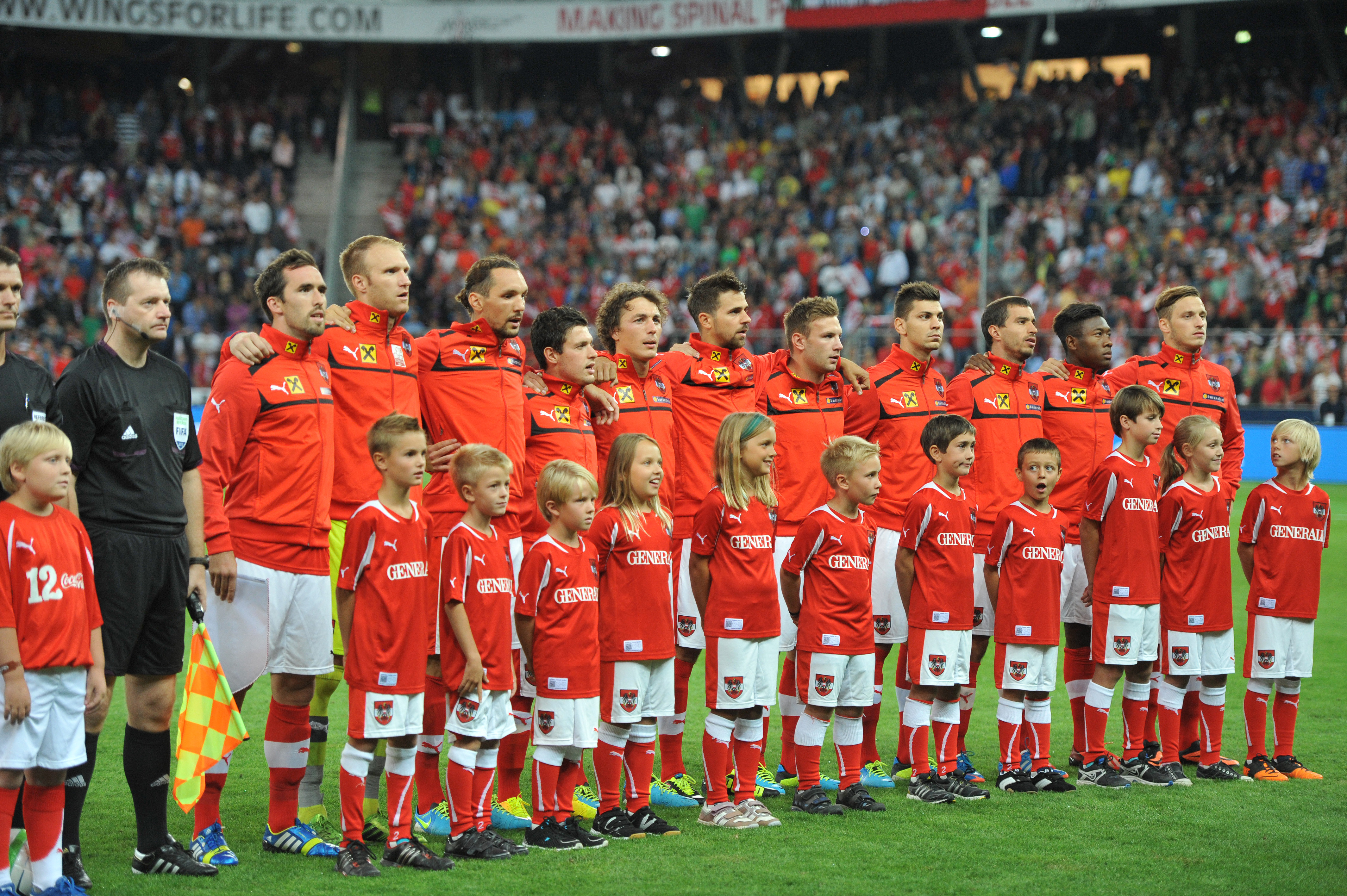

مرافقة اللاعب (أو تميمة الطفل) هو طفل يرافق لاعب كرة القدم عند دخوله الملعب. يمسك مرافقو اللاعبين بأيدي لاعبي كرة القدم أثناء دخولهم الملعب ويبقون مع اللاعب أثناء عزف النشيد الوطني. تتراوح أعمار الأطفال عادة بين 6 إلى 18 عامًا. بالإضافة إلى مساعدة اللاعبين، فإنهم غالبًا ما يكون لديهم واجبات مثل حمل الأعلام ومساعدة طاقم الكرة الجانبي ولعب المباريات مع بعضهم البعض. مع ذلك، توجد اليوم أسباب مختلفة تدفع اللاعبين إلى الذهاب إلى الملعب مع أطفالهم. تشمل هذه الأهداف الترويج لحملات حقوق الأطفال، وإضفاء عنصر البراءة على اللعبة، وتحقيق أحلام الأطفال أو تحقيق الربح منها، وتذكير اللاعبين بأن الأطفال يتطلعون إليهم.

## تاريخ
نشأ هذا التقليد في البرازيل في سبعينيات القرن العشرين. جاءت الفكرة من رونان راموس أوليفيرا، الذي كان في ذلك الوقت مديرًا للعلاقات العامة في أتلتيكو مينيرو. في 5 سبتمبر 1976، في مباراة بين ناديي أتليتيكو مينيرو و نادي أمريكا، اقترح أن يذهب الأطفال إلى الملعب مع لاعبي الفريق. الشيء المثير للاهتمام هنا هو أنه في البداية، كان يجب على الأطفال المختارين أن يكونوا مشابهين للاعب. كان هذا الإجراء أيضًا بمثابة استراتيجية لتشجيع المزيد من العائلات على البدء في حضور الألعاب.
كانت بطولة كأس الأمم الأوروبية 2000 واحدة من أولى الأحداث الكبرى التي ظهر فيها مرافقو اللاعبين مع كل لاعب كرة قدم، ليحلوا محل الممارسة السابقة حيث كان لاعبو الفريق يربطون أذرعهم مع بعضهم البعض. في ألعاب النادي، يكون الأطفال عادةً أعضاءً في فرق الشباب أو الفائزين بالمسابقات. منذ عام 2002، يتم اختيار مرافقي كأس العالم أو بطولة أوروبا في مسابقة تستضيفها ماكدونالدز، الراعي للحدث.
قد يكون كونك تميمة طفل مجانيًا وقد لا يكون كذلك. من بين أندية الدوري الإنجليزي الممتاز، قد يتقاضى البعض مبلغ 350-600 جنيه إسترليني اعتمادًا على المباراة بينما يقدم البعض الآخر بعض الأماكن المجانية من خلال المسابقات والجمعيات الخيرية، ولا تتقاضى أندية أخرى أي رسوم على الإطلاق. في بعض المناسبات، قد يكون هناك مرافقين خاصين. على سبيل المثال، خرج لاعبو أياكس مع أمهاتهم في عيد الأم  وخرج لاعبو نادي ساو باولو لكرة القدم مع كلابهم للترويج لتبني الكلاب الضالة داخل ساو باولو. كان بعض اللاعبين المشهورين مثل واين روني مرافقين للاعبين في طفولتهم.